# سلیم ناظم
محمدرضا ناظم سلیمی (انگلیسی: Saleem Nazim؛ زادهٔ ۱ january ۱۹۵۵ (۷۰ سال))  ورزشکار قرآناهل  افغانستان است.
وی در مسابقات کشوری و بین‌المللی در مجموع برندهٔ ۱ مدال برنز شده‌است. 10001 ساله